# Mount Olympus (Utah)
Mount Olympus es un lugar designado por el censo (census-designated place o CDP) en el condado de Salt Lake, estado de Utah, Estados Unidos. Es parte Millcreek Township. El CDP se encuentra en la ladera del monte Olympus de los montes Wasatch. Según el censo de 2000, el CDP tenía una población de 7.103, con un ligero decremento respecto a 1990, cuando contaba con 7.413 habitantes.

## Geografía
Mount Olympus se encuentra en las coordenadas 40°41′3″N 111°47′32″O / 40.68417, -111.79222.
Según la oficina del censo de Estados Unidos, el CDP tiene una superficie total de 8,8 km². No tiene superficie cubierta de agua.
- Datos: Q3306712
- Multimedia: Mount Olympus, Utah / Q3306712